# Бочковский, Сергей Станиславович
Сергей Станиславович Бочковский (укр. Сергій Станіславович Бочковський; 20 ноября 1966, Гайсин, Винницкой области – 27 ноября 2023) — председатель Государственной службы Украины по чрезвычайным ситуациям (2014—2015).

## Биография
Родился в семье военнослужащего.
В 1983 году окончил с золотой медалью среднюю школу № 5 города Бровары Киевской области.
Окончил Львовское пожарно-техническое училище МВД СССР (1986), Киевский инженерно-строительный институт (1993).

## Трудовая деятельность
После окончания Львовского пожарно-технического училища, работал инспектором 4-й самостоятельной военизированной пожарной части Ленинского района города Киева. Прошел путь от инспектора до начальника 4-й самостоятельной государственной пожарной части Старокиевского района.
С февраля 2003 года работал на руководящих должностях Главного управления МЧС Украины в городе Киеве.
С апреля 2007 года — заместитель начальника Государственного департамента пожарной безопасности МЧС Украины.
Полковник службы гражданской защиты, присвоено приказом МЧС Украины (по личному составу) от 8 января 2008 № 2.
С апреля 2009 года — старший научный сотрудник научно-исследовательского центра Украинского научно-исследовательского института пожарной безопасности МЧС Украины.
С апреля 2010 года — первый заместитель начальника Главного управления МЧС Украины в Одесской области (руководитель территориального органа госпожнадзора, гражданской защиты и техногенной безопасности).
В начале 2011 года уволен с должности первого заместителя Главного управления МЧС Украины в Одесской области.
Назначен Председателем Государственной службы Украины по чрезвычайным ситуациям распоряжением Кабинета Министров Украины № 412-р от 23 апреля 2014 г.
25 марта 2015 года распоряжениями Кабинета Министров Украины № 241-р, полковник службы Бочковский С.С. освобождён от должности председателя Государственной службы Украины по чрезвычайным ситуациям. В этот же день распоряжением Кабинета Министров Украины № 243-р Шкиряк З.Н. назначен исполняющим обязанности Председателя ГСЧС Украины (до назначения в установленном порядке Председателя Службы).
26 апреля 2018 года по решению суда оправдан и восстановлен в должности.

## Обвинения в коррупции и уголовное преследование
25 марта 2015 года был задержан следователями на заседании правительства Украины за коррупцию в Государственной службе по чрезвычайным ситуациям. Вместе с Сергеем Бочковским также был задержан его заместитель Василий Стоецкий. Задержание транслировалось в прямом эфире.
27 марта Печерский районный суд Киева решил вернуть МВД ходатайство об аресте Сергея Бочковского и Василия Стоецкого. Впоследствии министр внутренних дел Арсен Аваков заявил, что ходатайство об аресте было отозвано из суда из-за необходимости дополнить материалы новыми статьями обвинения.
Уже 28 марта то же учреждение суда избрало меру пресечения для Сергея Бочковского в виде содержания под стражей на два месяца с правом внесения залога в 1 млн 184 тысяч гривен.
8 октября 2015 года Министерство внутренних дел Украины завершило досудебное расследование против бывшего председателя Государственной службы Украины по чрезвычайным ситуациям Сергея Бочковского и его заместителя Василия Стоецкого. Бывшим руководителям ГосЧС инкриминируют совершение преступлений, связанных с вымогательством неправомерной выгоды, злоупотреблением властью и служебным подлогом. В результате этих действий государству нанесен ущерб на сумму более 6,6 миллиона гривен. Действия Бочковского квалифицированы следователями по признакам уголовных преступлений, предусмотренных ч. 4 ст. 368 (принятие предложения, обещания или получения неправомерной выгоды должностным лицом), ч. 2 ст. 364 (злоупотребление властью или служебным положением) и ч. 1 ст. 366 (служебный подлог) Уголовного кодекса Украины.
2 ноября 2015 года Министерство внутренних дел Украины передало в суд обвинительный акт против Сергея Бочковского. Главное следственное управлением МВД завершило досудебное расследование в уголовном производстве по подозрению Бочковского в злоупотреблении служебным положением, вымогательстве у подчинённых руководителей структурных подразделений неправомерной выгоды в виде средств и земельного участка, внесении ложных сведений в официальные документы. Эпизод по легализации средств с использованием карточных счетов, открытых в Банке Кипра, выделен в отдельное производство. В рамках расследования направлены международные поручения о проведении следственных действий в Республику Кипр, Белиз, США и Латвию.